# Jaap Dijkstra (1954)
Jaap Dijkstra (Muntendam, 1954) is een Nederlandse politicus voor de PvdA en publiek bestuurder.

## Biografie
Jaap (J.J.) Dijkstra groeide op in het Oost-Groninger dorp Wildervank. Hij volgde aan de Rijkspedagogische Academie in Winschoten een opleiding tot onderwijzer en was daarna drie jaar lang verbonden aan een basisschool in de Rotterdamse wijk Spangen. Van 1978 tot 1985 studeerde hij Psychologie aan de Rijksuniversiteit Groningen. Tot 1992 was Dijkstra adjunct-directeur van het Contactcentrum Onderwijs Arbeid (COA) in Groningen. In 1994 was hij een van de mede-oprichters van een organisatie-adviesbureau.
Dijkstra werd in het begin van de jaren tachtig lid van de PvdA. Van 1994 tot 1998 zat hij in het bestuur van de afdeling Groningen. In 1999 werd hij voor de PvdA gekozen tot lid van de Provinciale Staten van de provincie Groningen. Hij was lid van de Noordelijke Rekenkamer. Van 2006 tot 2010 was Dijkstra wethouder van Economische Zaken, Internationale Handelsrelaties en Cultuur van de stad Groningen. Na deze periode zwierf hij drie maanden door Zuid-Amerika.
Dijkstra heeft een nevenfunctie bij de werkgeversorganisatie VNO-NCW Noord.